# Mechai Viravaidya
Mechai Viravaidya est un homme politique et un activiste thaïlandais né le 17 janvier 1941 qui promeut les préservatifs, le planning familial et la prévention du SIDA dans le pays,. Depuis les années 1970, Mechai a été surnommé affectueusement « M. Condom » et les préservatifs sont souvent désignés par le terme « mechais » en Thaïlande. Depuis le début de son travail, le nombre moyen d'enfants dans les familles thaïlandaises est passé de 7 à 1,5.

## Biographie
Mechai est né à Bangkok d'une mère écossaise et d'un père thaïlandais, tous deux médecins et rencontrés lors de leurs études à Edimbourg,. Il est l'un des quatre enfants. Son frère cadet, Sunya, est le fondateur de l'hôpital international de Pattaya. Une de ses sœurs, Sumalee Viravaidya, était un journaliste reconnu dans les années 1970, écrivant pour le Bangkok Post and the Nation. Mechai a fait ses études en Australie au Geelong Grammar School et au Trinity College de l'Université de Melbourne, où il a obtenu un baccalauréat en commerce. En 1965, il retourne en Thaïlande et commence à travailler dans le domaine de la planification familiale, en mettant l'accent sur l'utilisation de préservatifs. En 1973, il quitte la fonction publique et fonde un organisme de service à but non lucratif, la Population and Community Development Association (en), afin de poursuivre ses efforts pour améliorer les conditions de vie des ruraux pauvres. Il a notamment utilisé des concours de soufflage de préservatifs pour les écoliers, encourageant les chauffeurs de taxi à distribuer des préservatifs à leurs clients et fondant une chaîne de restaurants appelée Cabbages and Condoms, dans laquelle les préservatifs sont remis aux clients avec la facture.
Mechai a été vice-ministre de l'Industrie de 1985 à 1986 sous le Premier ministre Prem Tinsulanonda. Il a été sénateur de 1987 à 1991. Durant cette période, le SIDA est apparu en Thaïlande et il a redoublé d'efforts pour promouvoir la sensibilisation à la sécurité sexuelle.
Un coup d'Etat militaire en 1991 a installé le Premier ministre Anand Panyarachun, qui a ensuite nommé Mechai ministre du tourisme, de l'information et du sida. Il a été en mesure de lancer une vaste campagne d'éducation sur le sida et est en poste jusqu'en 1992. À ce moment, il est devenu président de la Foundation for International Education, l'organisation à but non lucratif qui est l'organe directeur de la NIST International School. Mechai a continué à assumer les fonctions de président jusqu'à sa démission en mai 2002.
En 1995, il a été nommé Officier honoraire de l'Ordre de l'Australie pour ses « services dans les relations entre l'Australie et la Thaïlande et contributions au débat mondial sur le sida" ».
En 2004, Mechai est redevenu sénateur. En 2006, il est félicité par le secteur des toilettes (mais aussi critiqué par le secteur de la vente au détail) qui avait proposé que les détaillants soient obligés de construire des toilettes publiques pour 10 mètres carrés d'espace de vente.
Depuis 2007, il continue de superviser les initiatives de développement rural et de santé en tant que président de PDA, à présent la plus grande ONG de Thaïlande, avec 600 employés et 12 000 bénévoles. Le 29 mai 2007, PDA a reçu le prix Gates 2007 de la Fondation Bill & Melinda Gates en reconnaissance de son travail de pionnier dans les domaines de la planification familiale et de la prévention du VIH / sida. Ce prix a été doté de 1 000 000 $ USD.